# Селецкий, Вячеслав Григорьевич
Вячесла́в Григо́рьевич Селе́цкий (31 марта 1988) — российский футболист, нападающий.

## Карьера
В 2008—2009 годах выступал во втором дивизионе России за «Дмитров».
Летом 2010 года Вячеслав Селецкий присоединился к латвийскому футбольному клубу «Юрмала», выступавшему в Первой лиге. За оставшуюся часть сезона забил 15 голов, став вторым среди бомбардиров первенства.
В сезоне 2011 года Селецкий в рядах «Юрмалы» дебютировал в Высшей лиге Латвии, но вскоре потерял место в основном составе. В начале сезона 2012 года не был заявлен за клуб, его дозаявили только в июле, во время летнего трансферного периода.